# Katherine Pulaski
Comandantul Katherine Pulaski, D.M., interpretat de Diana Muldaur, este ofițerul medical principal care o înlocuiește pe Dr. Beverly Crusher în al doilea sezon al serialului de televiziune Star Trek: Generația următoare.